# Wadebridge
Wadebridge (Limba cornică: Ponsrys) este un oraș în comitatul Cornwall, regiunea South West, Anglia. Orașul se află în districtul North Cornwall a cărui reședință este. 